# Back Bay

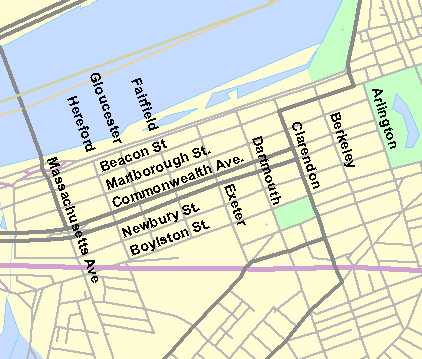
De locatie van Back Bay

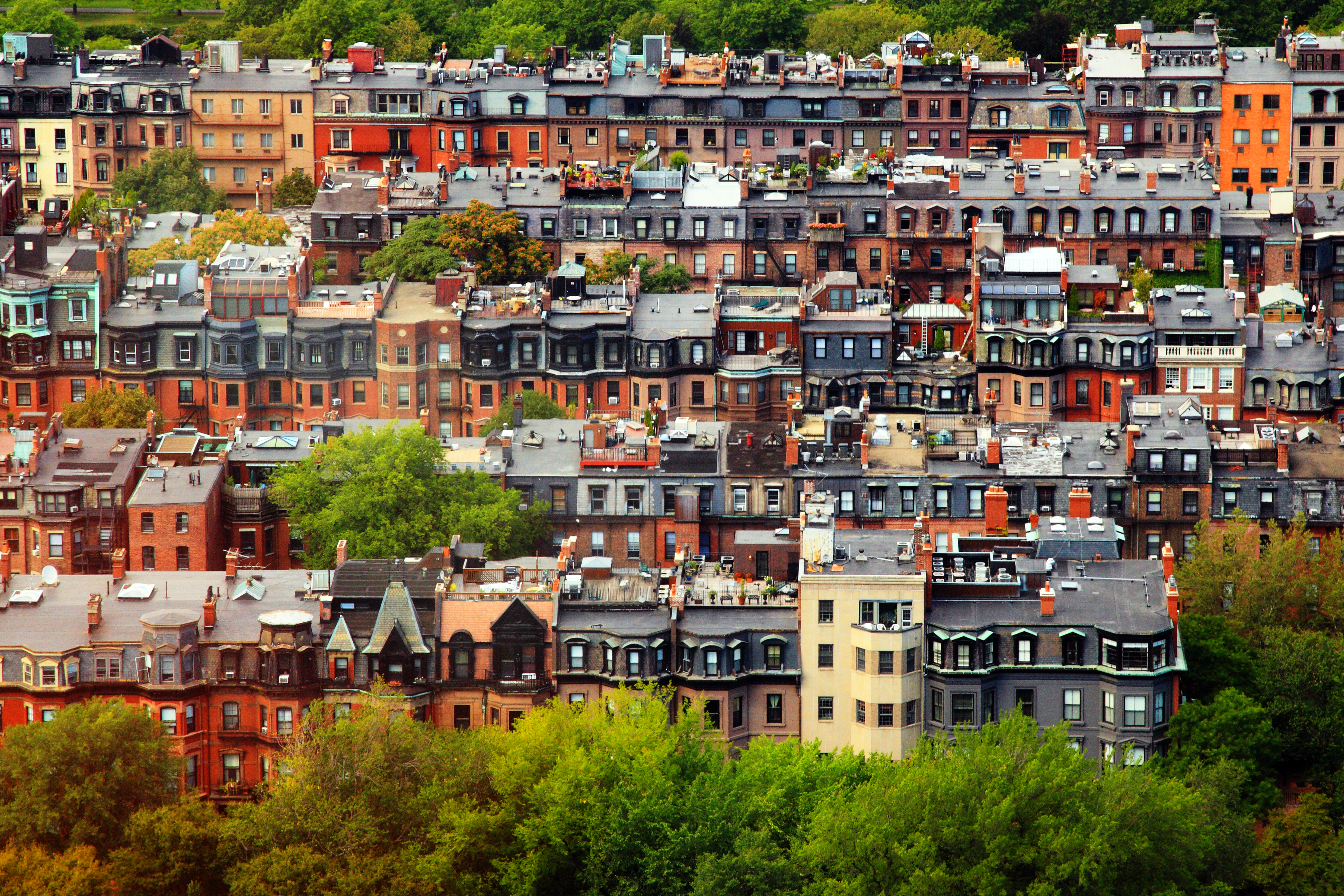
Rijen brownstones in de wijk Back Bay in Boston

Back Bay is een wijk in het centrum van de stad Boston in de Amerikaanse deelstaat Massachusetts. Samen met het aangrenzende Beacon Hill behoort het tot de twee duurste woonwijken van Boston. De wijk is in de tweede helft van de 19e eeuw ontstaan door drooglegging van een toenmalige baai, de Back Bay. 
Back Bay is een vooraanstaand voorbeeld van 19e-eeuws stedelijk ontwerp in de Verenigde Staten. De wijk is vooral bekend door de rijen brownstones, uit bruinrode zandsteen gebouwde woonhuizen in victoriaanse bouwstijl. Het stadsbeeld van Back Bay is opgenomen in het National Register of Historic Places.
Belangrijke gebouwen in Back Bay zijn de Boston Public Library en de Hancock Tower.